# One-shot
One-shot er et begreb, der bruges om afsluttede tegneserier men med forskellig definition i forskellige lande.
I den amerikanske tegneserieindustri bruges begrebet one-shot om pilot-tegneserier eller afsluttede historier afpasset til et hæfte. Disse enkelthæfter er i reglen markeret med et "#1", til trods for at der ikke kommer flere hæfter, og har sommetider undertitlen "special". Nogle gange kan en figur eller koncept optræde i en serie af one-shots, hvor emnet ikke er nok økonomisk lukrativt til en løbende eller begrænset serie men stadig populært nok til udgivelse på regulær basis, ofte årligt eller kvartalsvis. En aktuelt eksempel på en serie af one-shots er Marvel Comics Franklin Richards: Son of a Genius. Denne type af one-shot må ikke forveksles med en tegneserieårbog, der typisk supplerer en etableret løbende serie.
I den japanske mangaindustri kaldes one-shot yomikiri (読み切り) og benyttes om tegneserier, der præsenteres i deres fulde længde uden fortsættelse. One-shot mangaer fortæller deres historier på 15-60 sider (omtrent svarende til et kapitel i en løbende serie), er normalt lavet til konkurrencer og bliver nogle gange videreudviklet til en egentlig mangaserie (nærmest som en tv-serie-pilotepisode). Blandt de populære mangaserier, der begyndte som one-shots, kan nævnes Hokuto no Ken (Fist of the North Star), Naruto, One Piece, Berserk, Kinnikuman og W Juliet.
I Tyskland bruges begrebet one-shot om graphic novels og mangaer udgivet som afsluttede enkeltbind. 